# موونا کوجو آموور
موونا کوجو آموور (انگلیسی: Mawouna Amevor؛ زادهٔ ۱۶ دسامبر ۱۹۹۱) بازیکن فوتبال اهل پادشاهی هلند است.
از باشگاه‌هایی که در آن بازی کرده است می‌توان به باشگاه فوتبال نوتس کانتی و باشگاه فوتبال گو اهد ایگلز اشاره کرد.
وی همچنین در تیم ملی فوتبال توگو بازی کرده است.